# Entwurfsprinzip
Als Entwurfsprinzip werden Planungsgrundsätze bei der Querschnittsgestaltung von Erschließungsstraßen bezeichnet. In den Richtlinien werden Anwendungsgrenzen für die unterschiedlichen Entwurfsprinzipien genannt.
Es werden drei Entwurfsprinzipien unterschieden:
1. Mischungsprinzip
2. Trennungsprinzip mit Geschwindigkeitsdämpfung
3. Trennungsprinzip ohne Geschwindigkeitsdämpfung

## Normen und Standards
- Empfehlungen für die Anlage von Erschließungsstraßen (EAE)